# ユージン・ナイダ
ユージン・アルバート・ナイダ（Eugene Albert Nida、1914年11月11日 - 2011年8月25日）はアメリカ合衆国の言語学者。アメリカ構造主義言語学の代表的な学者のひとりだった。また、動的等価性という聖書翻訳理論を発達させ、現代の翻訳研究分野の基礎を築いた人物のひとりだった。

## 生涯
ナイダは1914年11月11日にオクラホマ州オクラホマシティで生まれた。若い頃に教会で祭壇からの呼びかけに答えて「キリストを我が救い主として受け入れる」ことを表明してキリスト教徒となった。
カリフォルニア大学ロサンゼルス校でギリシア語を専攻し、1936年にsumma cum laude の成績で卒業した後、キャメロン・タウンゼントの招きで聖書翻訳理論を教えるキャンプ・ウィクリフに参加した。メキシコのチワワ州にあるタラフマラ族の中にあって教役者を短期間つとめたが、食事と高度に適応できなかったことにより健康に問題を生じたため、立ち去らなければならなかった。この間にナイダは国際SILの関連機関であるウィクリフ聖書翻訳協会の創立メンバーになった。ナイダは1937年から1953年まで毎年SILで教えた。
1937年、ナイダは南カリフォルニア大学で学び、新約聖書ギリシア語の研究で1939年に修士の学位を取得した。同年、カリフォルニア州サンタアナにあるカルヴァリ教会の創立者が没したため、その後をついで暫定牧師になった。保守的な環境に育ったにもかかわらず、ナイダは後年になるにつれてエキュメニズムと新福音主義に近づいていった。
1943年、ナイダはミシガン大学の言語学の博士の学位を取得し、バプテスト教会の教職者に任命された。アルシア・ルシル・スプレーグと結婚したが、1993年に妻は没した。1997年に法律家で外交官のマリア・エレナ・フェルナンデス・ミランダと再婚した。
1943年に、ナイダはアメリカ聖書協会(ABS)の言語学者としての仕事を開始した。すぐに翻訳副書記に昇進し、ついで退任するまで翻訳事務総長をつとめた。
バチカンと聖書協会世界連盟(UBS)の共同作業によって世界各地で教派を越えた聖書の翻訳を出版する上で、ナイダは技術的に重要な役割を果した。翻訳事業は1968年に開始し、ナイダの機能的等価性の翻訳原理に沿って実行された。
ナイダ本人が自分で聖書を翻訳したことはなかったが、200を越える言語に対する聖書翻訳にかかわった。また、賛否の分かれる『グッドニューズバイブル』（Good News Bible）にもかかわった。
ナイダは、『The Bible Translator』(1949-)や『Practical Anthropology』(1953-1972)のような学術雑誌の創刊と編集にかかわった。
ナイダは1980年代はじめに退職したが、その後も世界各地の大学で講義を行い、スペインのマドリードとベルギーのブリュッセルに住んだ。2011年8月25日にマドリードで没した。96歳だった。
ナイダは1974年にヘリオット＝ワット大学の名誉博士の学位を得た。

## 理論
博士論文の「英語統語論の概要」(A Synopsis of English Syntax)は直接構成素(IC)理論に従った主要な言語の最初の全面的な分析であった。ナイダによる教科書『形態論：単語の記述的分析』は、アメリカ構造主義の主要な著作のひとつであり、何十年にもわたってこの分野の唯一の詳細な入門書であり続けた。多数の例と演習問題によって現在もその価値を失っていない。
翻訳理論に関するもっとも注目すべき貢献は動的等価性である（機能的等価性とも呼ぶ）。ナイダはまた、成分分析の技術を発展させた。この分析では単語をその成分に分析することによって、翻訳の等価性の決定に役だたせようとした。例：bachelor = male + unmarried。これはおそらく成分分析技術の最良の例ではないが、もっとも有名な例ではある。
ナイダの動的等価性理論はしばしば文献学者による反対に遭った。文献学者たちは、原文(source text, ST)の理解がページ中の単語同士の相互作用を評価することによって得られ、意味はテクストの中に自己充足的に存在すると主張した（すなわち、意味論的等価性を得ることに重点を置いた）。
この理論は、他の翻訳における対応とともに、エッセイ「対応の原理」の中で述べられているが、ここでナイダは「対応する記号に与えられた意味においても、記号が句や文に並べられる方法においても、2つの言語が同一であることはないため、言語間の絶対的な対応は存在しないと推論できる。したがって、完全に正確な翻訳は存在しない」と仮定することから始めている。翻訳の効果は原文に近いものになるかもしれないが、細部にわたって同一ということはあり得ない。
ついでナイダは3つ基本的な要因によって翻訳が異なるとする。
1. メッセージの性質：あるメッセージでは内容が第一要件だが、別なメッセージでは形式が第一要件になる。
2. 著者および翻訳者の目的：形式と内容の双方において情報を与える／読者が完全に理解できるように努力し、メッセージの含意するところが完全に理解できるようにする／命令目的では単に翻訳を理解するのみならず、翻訳を誤解しないようにする
3. 読者の種類：期待される読者により、解読能力と潜在的な興味が異なる。

ナイダによると、翻訳において「同一の等価物」は存在しないものの、翻訳する際には「もっとも近い自然な等価物」を探すようにつとめなければならないと注意する。ここで2種類の異なる等価性である形式的等価性(Formal Equivalence, F-E)と動的等価性(Dynamic Equivalence, D-E)にもとづいた2つの基本的な翻訳の方向を定めている。
F-Eはメッセージ自身の形式と内容の双方に関して注意を払う。このような翻訳は詩と詩、文と文、概念と概念の対応に関与することになるだろう。そのような構造的な等価性に典型的に現れる形式的な方向を「グロス翻訳」と呼び、翻訳者は原文の形式と内容をそのままに再現することを目指す。
したがって、F-E翻訳を支配する原理は、文法的単位の再現、単語の用法の一貫性、原文のコンテクストから見た意味である。
これに対してD-Eは表現の完全な「自然さ」を求める。D-E翻訳は形式の等価性よりも反応の等価性に主眼を置く。訳文の言語の受け手と翻訳メッセージの関係が、原語の受け手と原文メッセージの間に存在したものと本質的に等しくならなければならない。
D-E翻訳を支配する原理はしたがって以下のようになる。翻訳が受け手の言語と文化の全体に適合すること。かつ、翻訳はメッセージのコンテクスト（メッセージ成分の文体論的な選択と配列を含む）に合致しなければならない。
ナイダはローレンス・ヴェヌーティとともに、翻訳研究が一見したよりはるかに複雑な分野であることを証明した。翻訳者はテクスト自体を越えてテクスト間のレベルまでデコンストラクションし、原文を理解するのに必要な、文化に固有の項目、イディオム、比喩的言語を解読する。そして、単に与えられたコンテクストにおける単語の意味を翻訳するだけでなく、原文の与える効果を翻訳先の言語の限界の中で再創造しなければならない。たとえば、イエスが誰かに「会った」という文は、初めて会うとき・習慣的に会うとき・単に会うときで異なる語彙を用いる言語に翻訳するときには注意深く翻訳しなければならない。

## 著書
出版されたナイダの著書には以下のものがある。
- Linguistic Interludes - (Glendale, CA: Summer Institute of Linguistics, 1944 (Revised 1947))
  - 郡司利男・伊東正 訳『新言語学問答 : 言語の学問への招待』篠崎書林、1957年。
- Morphology: The Descriptive Analysis of Words - (Univ. of Michigan Press, 2nd ed. 1949)
- God's Word in man's language. Harper. (1952)
  - 繁尾久・郡司利男 訳『神声人語：各国語になった聖書の信仰』教文館、1957年。
  - 繁尾久・郡司利男 訳『神声人語：御言葉は異文化を越えて』いのちのことば社、2008年。（浜島敏改訂増補）
- Outline of Descriptive Syntax. Summer Institute of Linguistics. (1951)
- A Synopsis of English Syntax. Summer Institute of Linguistics of the University of Oklahoma. (1960)
  - 以下に上記2冊の日本語による解説が含まれる。増山節夫、長谷川欣佑『H.A.グリースン ; E.A.ナイダ』南雲堂、1964年。
  - 太田朗 訳『英語シンタクスの概要』大修館、1957年。（A Synopsis of English Syntax の日本語訳）
- Message and Mission - (Harper, 1960)
- Customs, Culture and Christianity - (Tyndale Press, 1963)
- Toward a Science of Translating - (Brill, 1964)
  - 成瀬武史 訳『翻訳学序説』開文社出版、1972年。
- Religion Across Cultures - (Harper, 1968)
- The Theory and Practice of Translation - (Brill, 1969 チャールズ・R・テイバーと共著)
  - 沢登春仁・升川潔 訳『翻訳―理論と実際』研究社出版、1973年。
- A Componential Analysis of Meaning – (Mouton, 1975)
  - 升川潔・沢登春仁 訳『意味の構造―成分分析』研究社出版、1977年。
- Understanding Latin Americans: With Special Reference to Religious Values and Movements - (William Carey Library, 1974)
- Language Structure and Translation: Essays - (Stanford University Press, 1975)
- From One Language to Another - (Nelson, 1986 ヤン・デ・ワールトと共著)
- The Greek-English Lexicon of the New Testament Based on Semantic Domains - (UBS, 1988 J.P.Louwと共著)
- Contexts in Translating - (John Benjamins Publishing Company, Amsterdam, 2002)
- Fascinated by Languages - (John Benjamins Publishing Company, Amsterdam, 2003)